# Каллен (Корк)
Каллен (англ. Cullen; ирл. An Cuileann / Cuillinn) — деревня в Ирландии, находится в графстве Корк (провинция Манстер).